# Bajjika
Le bajjika est une langue parlée dans l'est de l'Inde et au Népal, considérée par certains, dont l'Ethnologue, comme un dialecte de la langue maïthili. Au Népal, elle s'est vu accorder un statut de langue indépendante avec des recensements l'enregistrant séparément du maïthili, et est donc l'une de ses langues nationales en vertu de la Constitution du Népal de 2015. Elle est parlée dans les districts du nord-ouest de l'État indien du Bihar et dans les régions adjacentes du Népal.

## Territoire et locuteurs
Le bajjika est parlé dans la partie nord-ouest du Bihar, dans une région populairement connue sous le nom de Bajjikanchal. Dans le Bihar, il est principalement parlé dans les districts de Samastipur, de Sitamarhi, de Muzaffarpur, de Vaishali, du Champaran occidental, du Champaran oriental, la partie est du district de Saran et de Sheohar. Il est également parlé dans une partie du district de Darbhanga qui jouxte les districts de Muzaffarpur et Samastipur.
Le chercheur Abhishek Kashyap, basé sur les données du recensement de 2001, a estimé qu'il y avait 20 millions de bajjikophones au Bihar (dont environ 11,46 millions d'adultes analphabètes).
Le bajjika est également parlé par une population importante au Népal, où il comptait 237 947 locuteurs selon le recensement de 2001 et 793 416 en 2011. Les principaux districts où le bajjika est parlé comme langue maternelle sont Sarlahi et Rautahat.

## Lien avec le maïthili
Le bajjika a été classé comme un dialecte du maïthili,, mais ses locuteurs affirment maintenant son statut de langue distincte. Quand les partisans de la langue maïthili dans le Bihar ont exigé l'utilisation de l'enseignement primaire en maïthili au début du XXe siècle, les peuples parlant angika et bajjika ne les ont pas soutenus et ont préféré l'enseignement en hindi. Les discussions sur le statut du bajjika en tant que langue minoritaire sont apparues dans les années 1950. Dans les années 1960 et 1970, lorsque les locuteurs Maïthili ont exigé la création d'un État mithila distinct, les locuteurs angika et bajjika ont fait des contre-demandes pour la reconnaissance de leurs langues. Dans les années qui ont suivi, la communauté bajjika a vu une prise de conscience linguistique croissante et des mouvements locaux réclamant un statut autonome pour le bajjika ont vu le jour.
Les partisans du maïthili pensent que le gouvernement du Bihar (en) et la paroisse pro-Hindi Bihar Rashtrabhasha Parishad ont promu l'angika et le bajjika comme langues distinctes pour affaiblir le mouvement linguistique maïthili ; beaucoup d'entre eux considèrent encore le bajjika comme un dialecte du maïthili. Les membres des castes brahmanes maïthiles et Karan Kayasthas (en) ont soutenu le mouvement maïthili, tandis que les membres de diverses autres castes de la région Mithila ont projeté l'angika et le bajjika comme langues maternelles, tentant de rompre avec l'identité régionale basée sur le maïthili. Les partisans du bajjika ont réclamé sans succès un statut de langue officielle pour le bajjika auprès du gouvernement fédéral et des gouvernements des États.

## Films en Bajjika
Lakshmi Elthin Hammar Angna (2009) a été le premier long métrage officiel en bajjika. Sajan Aiha Doli le ke est venu après.